# Tamgaly
Tamglay è un sito archeologico che si trova circa 170 chilometri a nordovest di Almaty, in Kazakistan, noto per le sue incisioni rupestri.  La parola Tamgaly in lingua kazaka significa luogo dipinto o segnato. Nel 2004 il sito è stato incluso nell'elenco dei Patrimoni dell'umanità dell'UNESCO.

## I petroglifi di Tamgaly
La maggior parte dei petroglifi si trova nel canyon principale, ma alcuni di essi sono stati incisi nelle vallate secondarie. Essi sono all'interno di un santuario, in cui sono presenti tombe ed altari. Le figure rappresentano uomini ed animali stilizzati, databili tra il XIV ed il XII sec. a. C. I petroglifi forse avevano funzione simbolico-rituale, quando si svolgevano cerimonie religiose e riti sacrificali. Ci sono riferimenti alla fertilità, con le immagini di buoi ed arieti ed al culto del Sole.  Alcune di esse sono però state ricoperte da incisioni più tarde, di epoca medievale o successiva.

## Immagine

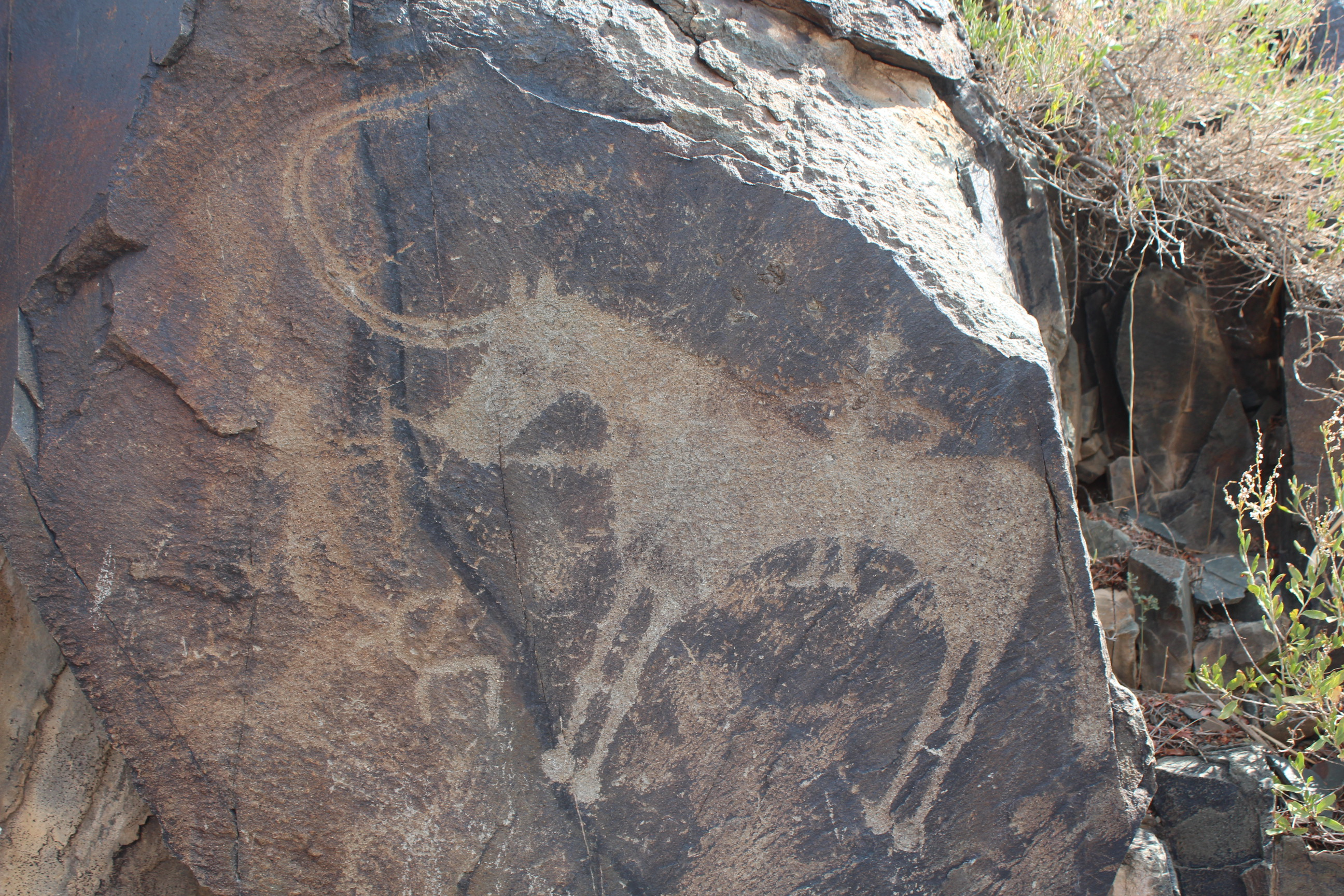
Antiche sculture in pietra (petroglifi) trovate in un piccolo burrone a Tamgaly
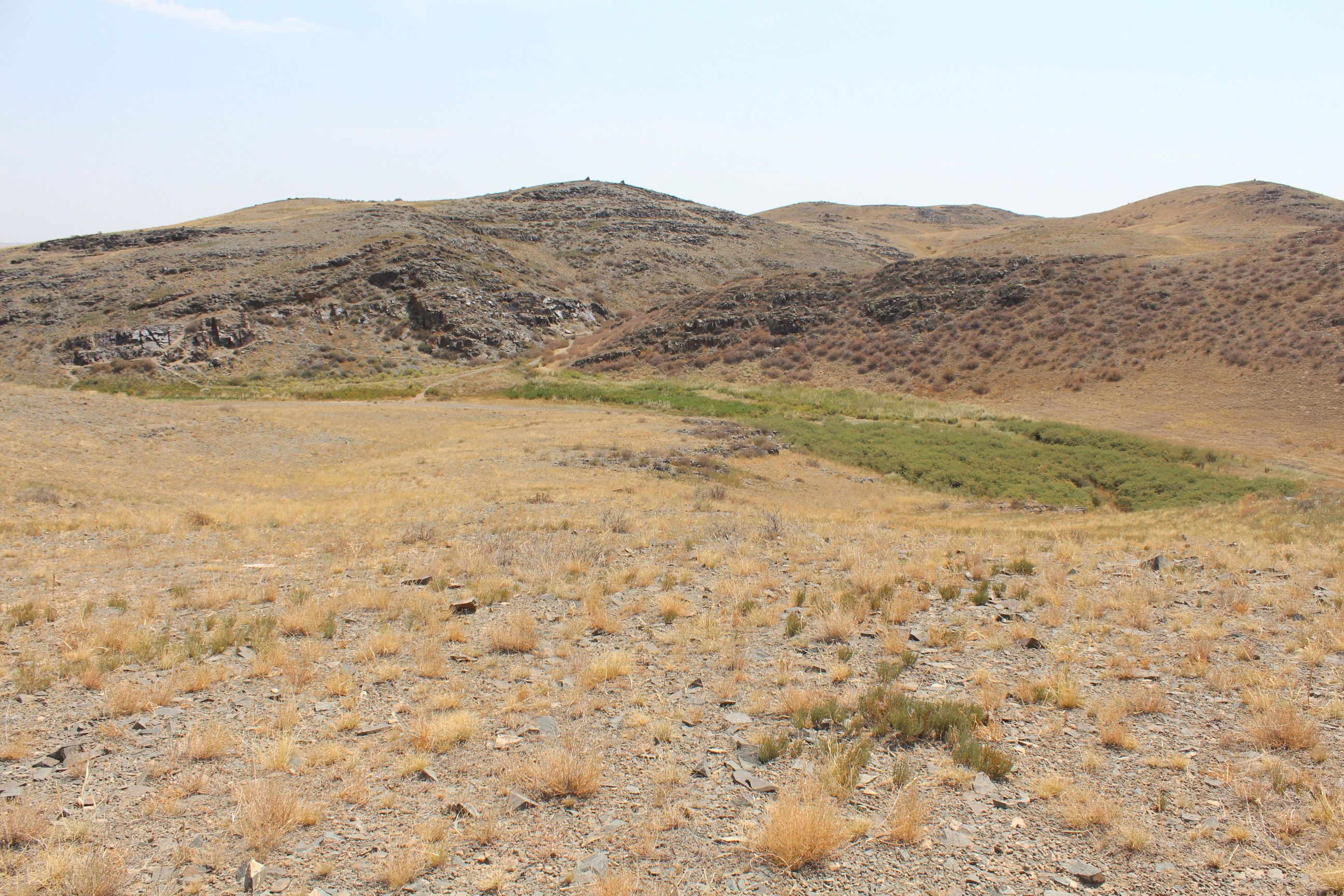
Guardando attraverso il piccolo burrone che contiene i petroglifi
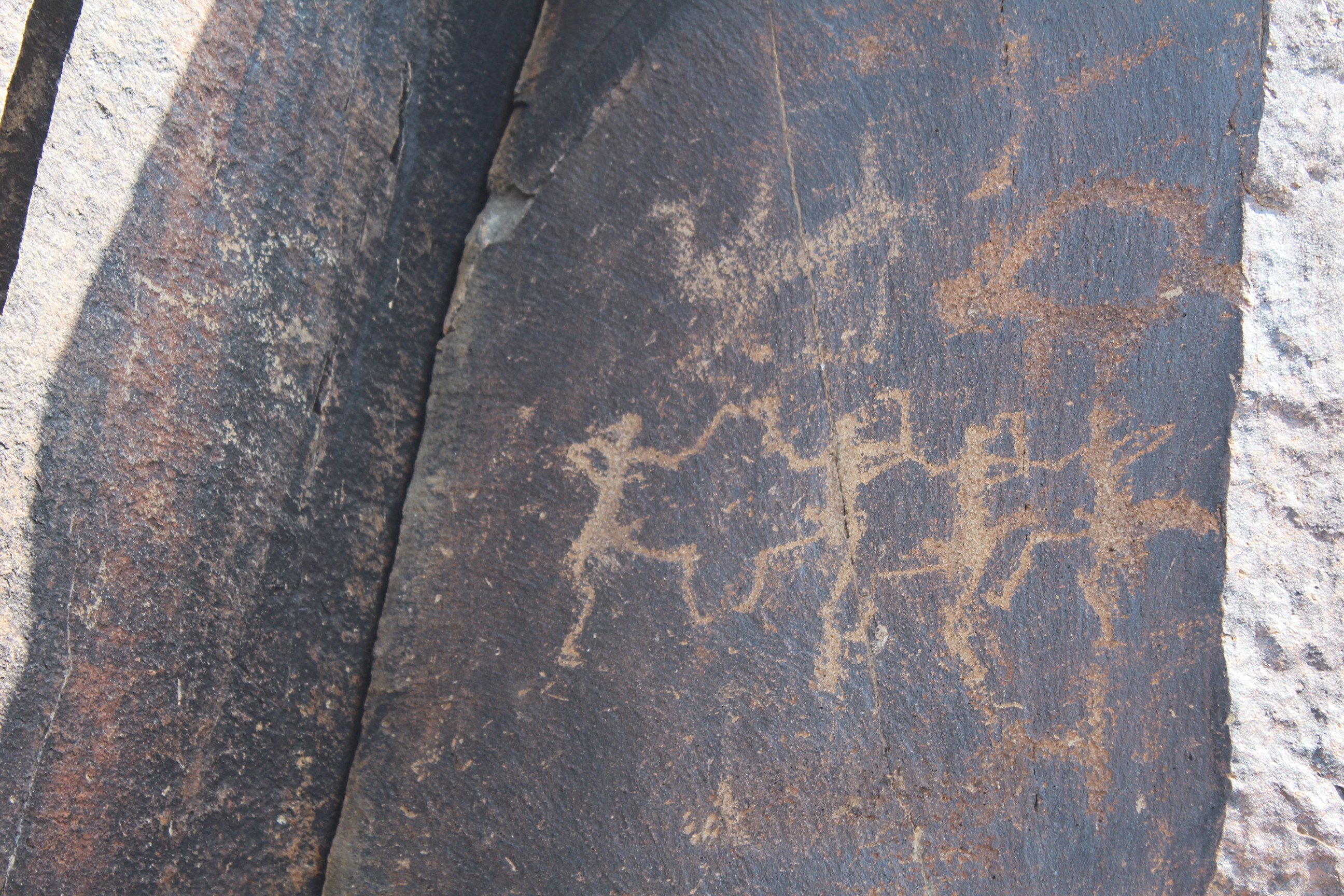
Petroglifi dell'antica danza tribale e degli animali
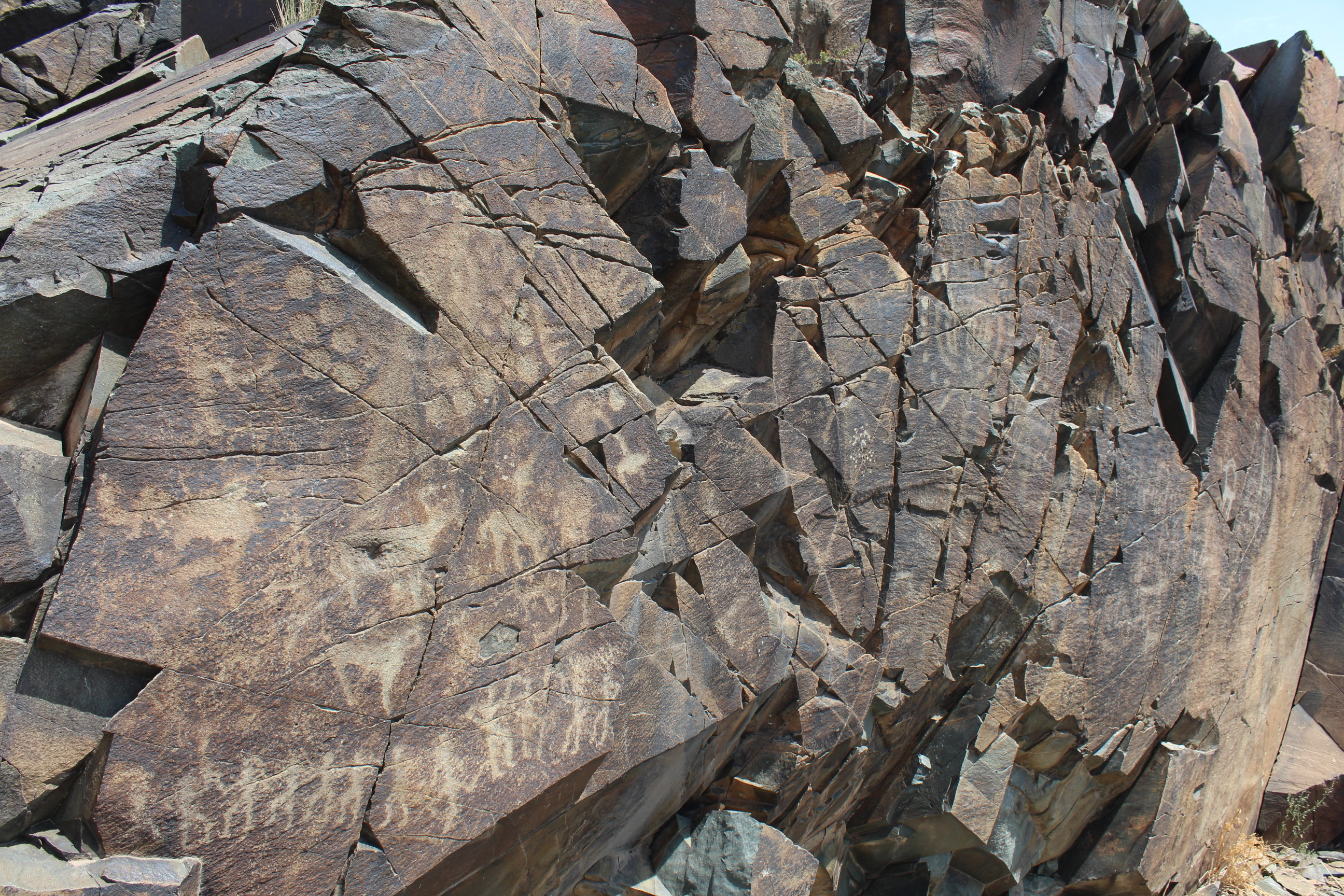
Il più grande gruppo di petroglifi in un luogo sacro
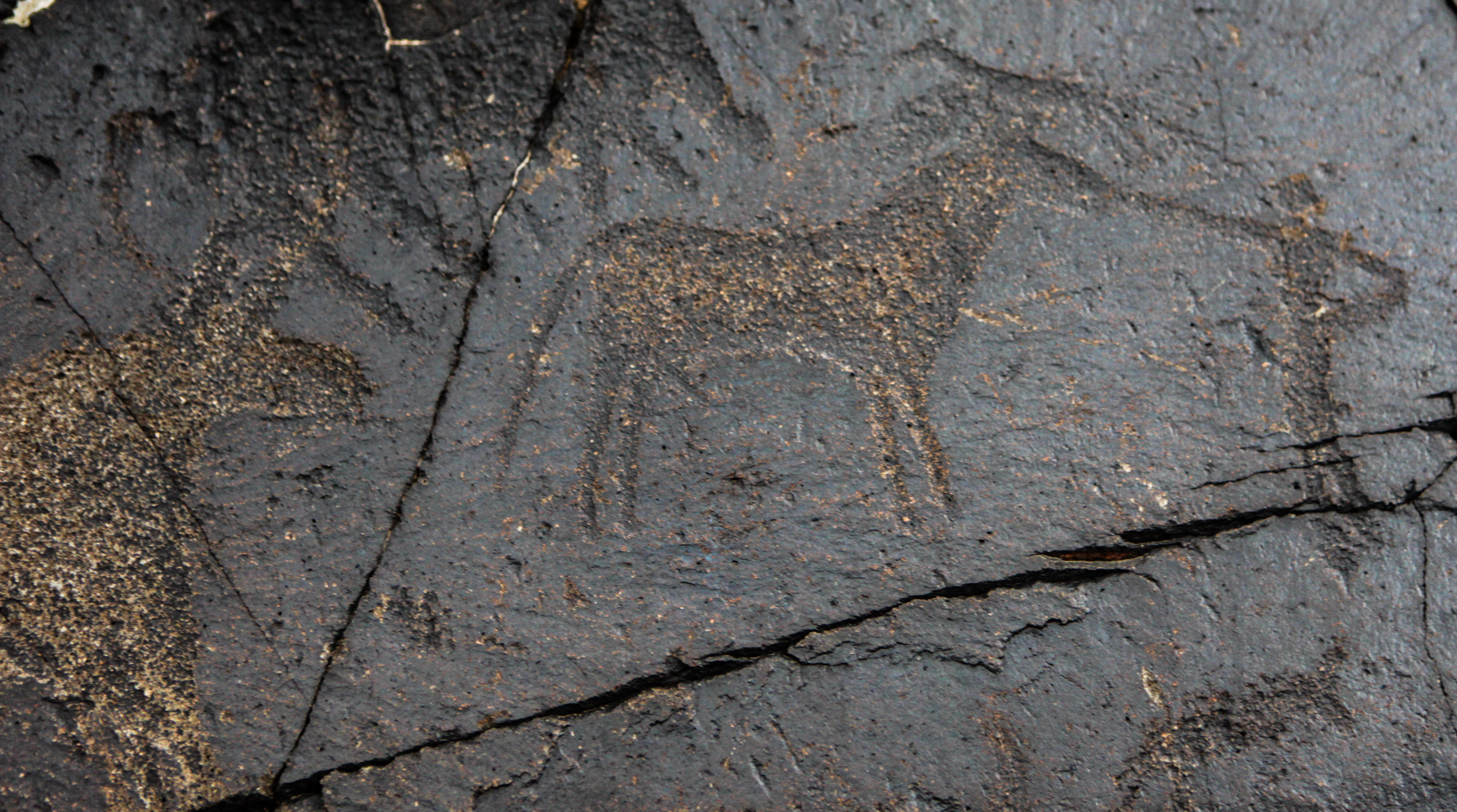
Petroglifi a Tamgaly, patrimonio mondiale dell'UNESCO, Kazakistan
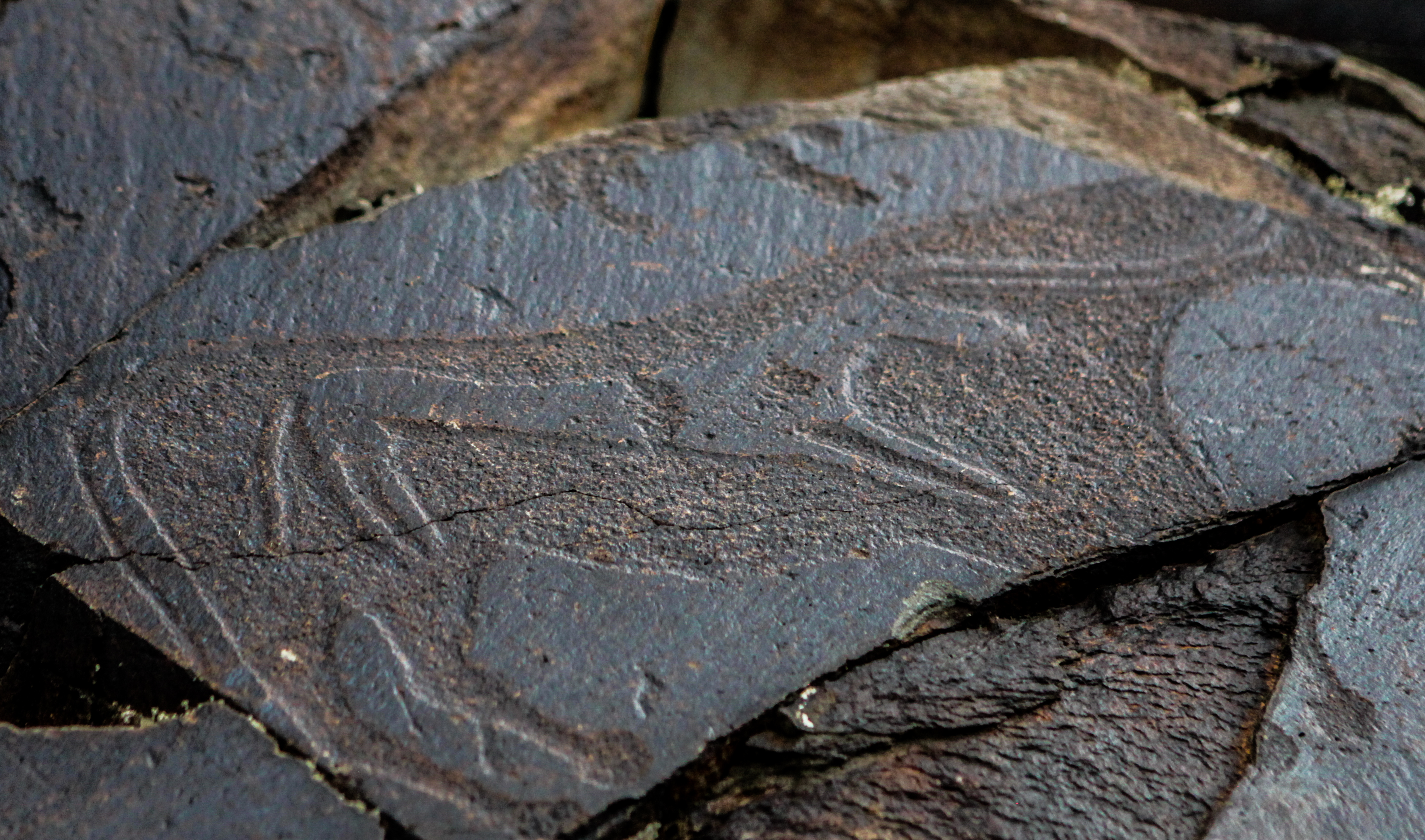
Petroglifi a Tamgaly, patrimonio mondiale dell'UNESCO, Kazakistan